# Marty Balin
Martyn Jerel Buchwald (Cincinnati, Ohio, 30 de enero de 1942 - 27 de septiembre de 2018), más conocido como Marty Balin, fue un músico estadounidense, conocido por ser el cantante principal, compositor y fundador de la banda Jefferson Airplane.

## Carrera

### Sus inicios
Balin nació como Martyn Jerel Buchwald en Cincinnati, Ohio, hijo de Caherine Eugenia "Jean" (de soltera Talbot) y Joseph Buchwald. Sus abuelos paternos habían emigrado del Este de Europa. Su padre era judío y su madre pertenecía a la iglesia episcopal. Estudió en el Washington High School en San Francisco, California.

### Carrera
En 1962, Buchwald cambió su nombre a Marty Balin, grabando inicialmente con Challenge Records. Grabó dos sencillos: "Nobody But You" y "I Specialize in Love". En 1964 Balin fue líder de un cuarteto de música folk, llamado The Town Criers.
Balin fue fundador inicial de Jefferson Airplane, cuando comiendo en un restaurante convertido en club creó el nombre de Matrix, y fue también uno de los principales vocalistas y compositores desde 1965 a 1971. Durante los años de fama del grupo de 1966-1971, Balin trabajó como copartícipe de cantante con Grace Slick y la guitarra rítmica con Paul Kantner.
Mientras, su aportación disminuyó después de Subrrealista Pillow (1967) como Slick, Kantner y el principal guitarrista Jorma Kaukonen maduraron como compositores (un proceso compuesto siguiendo el esquema del grupo de Balin y su florecimiento en viajes de ego") muchas de sus composiciones eran frecuentemente románticas, pero orientadas hacia el pop, lo cual era atípico para las características de la banda, que incursionaba en el rock psicodélico, incluyendo "Comin' Back to Me" (una balada de folk rock que sería más tarde interpretada por Richie Havens y Rickie Lee Jones), "Today" (una colaboración con Kantner inicialmente escrita con especificaciones para Tony Bennett y que había sido interpretada por Tom Scott), y otra vez con Kantner, el hit de 1969 "Volunteers". Aunque no característico de su obra con un tiempo alto de "3/5 de Mile in 10 Seconds" y "Plastic Fantastic Lover" (ambos escritos para Surrealistic Pillow) permanecieron como componentes integrales de Airplane's live a través de los finales de los años 60s.
Balin tocó con Jefferson Airplane en los exitosos festivales de música de Monterey 1967 y Woodstock 1969. Y en diciembre de 1969, durante el infame Altamont Speedway Free Festival, Balin fue golpeado y dejado inconsciente por miembros de club motorizado The Hells Angels (Los Ángeles del infierno), tal como se observa en un documental sobre The Rolling Stones llamado Gimme Shelter en 1970.
En abril de 1971 dejó formalmente Jefferson Airplane, después de romper toda comunicación con los demás miembros de la banda en la gira de Estados Unidos de 1970. En 1989 Balin, junto a los demás componentes del grupo original (salvo Spencer Dryden), se volverían a reunir para grabar un último álbum.
En la segunda mitad de los años 1970, formó parte de la banda sucesora de Jefferson Airplane, Jefferson Starship, aunque solo estuvo cuatro años.

### Muerte
En 2016, el músico debió ser operado del corazón en el hospital Mount Sinai Beth Israel de Nueva York y poco después entabló una demanda al centro médico en el que alegó que un fallido procedimiento quirúrgico arruinó su carrera. Balin falleció el 27 de septiembre del 2018 por causas que no pudieron ser especificadas.

## Discografía
En solitario
- Balin (1981) (incluye el sencillo "Hearts")
- Lucky (1983)
- There's No Shoulder EP (1983) (sólo Japón)
- Better Generation (1991)
- Freedom Flight (1997)
- Marty Balin Greatest Hits (1999) (All New Recordings)
- Marty Balin 2003 (2003)
- Nashville Sessions (2008)
- Nothin' 2 Lose (2009)
- Time For Every Season (2009)

Compilaciones
- Balince (1990)
- Wish I were (1995) (Germán - Beverly Records/internacional)
- The Aviator - Lost Treasures (2005)

Con Jefferson Airplane
- Jefferson Airplane Takes Off (1966)
- Surrealistic Pillow (1967)
- After Bathing at Baxter's (1967)
- Crown of Creation (1968)
- Bless Its Pointed Little Head (1969)
- Volunteers (1969)
- Early Flight (1974)
- Jefferson Airplane (1989)

Con Bodacious DF
- Bodacious DF (1973)

Con Jefferson Starship
- Dragon Fly (1974)
- Red Octopus (1975)
- Spitfire (1976)
- Earth (1978)
- Deep Space / Virgin Sky (1995)
- Windows of Heaven (1999)
- Across the Sea of Suns (2001)
- Jefferson's Tree of Liberty (2008)

Con KBC Band
- KBC Band (1986)

A finales de 1981, salió al mercado una versión en español de "Hearts", titulada "Corazones".